# یواس‌اس بی-۲ (اس‌اس-۱۱)
یواس‌اس بی-۲ (اس‌اس-۱۱) (به انگلیسی: USS B-2 (SS-11)) یک زیردریایی بود که طول آن ۸۲ فوت ۵ اینچ (۲۵٫۱۲ متر) بود. این زیردریایی در سال ۱۹۰۶ ساخته شد.